# 937 Bethgea
A 937 Bethgea (ideiglenes jelöléssel 1920 HO) a Naprendszer kisbolygóövében található aszteroida. Karl Wilhelm Reinmuth fedezte fel 1920. szeptember 12-én, Heidelbergben.